# Passiflora itzensis
Passiflora itzensis là một loài thực vật có hoa trong họ Lạc tiên. Loài này được (J.M. MacDougal) Porter-Utley mô tả khoa học đầu tiên.